# Балейка
Балейка (на гръцки: Μπαλαίϊκα) е село в Гърция, дем Илиджиево (Халкидона), област Централна Македония с 34 жители (2011).

## География
Селото е разположено в областта Вардария в Солунското поле на 30 километра северозападно от Солун.

## История
В 2001 година селото има 33 жители, а в 2011 година - 34. Част е от демова секция Коритен.